# Rio Dorofei
O Rio Dorofei é um rio da Romênia, afluente do Vedea, localizado no distrito de Olt.